# Petr Rímský
Petr Rímský (* 29. prosince 1955 Kolín) je komediant, český písničkář a kytarista s jedinečným hráčským projevem[zdroj⁠?!], v němž se kromě folku mísí zejména prvky šansonu, jazzu a blues. Zároveň je také hudebním teoretikem, kytarovým pedagogem bez formálního hudebního vzdělání, autorem hudebně-naučných publikací a producentem. Působil jako hudební publicista, šéfredaktor a vydavatel časopisu „HITBOX - magazín s písničkami“. V současné době se věnuje mimo jiné i aranžování a hudební režii.

## Život
Narodil se v Kolíně v československé divadelní rodině. Jeho otcem byl divadelní režisér slovenského původu Pavel Rímský (* 1925, † 1989). Jeho starší bratr Pavel je herec, který je známý především z dabingu, ale také z rozhlasu či z jeviště Vinohradského divadla.

## Dílo

### Diskografie

#### Spoluúčasti
- Mikymauzoleum (1993) – Jaromír Nohavica
- Hodiny (2008) – Petr Bendl
- Crazy man (2008) – Petr Kocman

#### Alba
- Porta '87 (1987) – A ještě radši se vracím
- Edice Dostavník 42 (1987), SP – Blues o hvězdě, Dík za ty obrázky
- Edice Porta (1988 ?), EP – Blues na černo, Prázdný rám
- Porta '89 (1989) – Šašek
- Folkové Vánoce, Bonton (1989) – A ještě radši se vracím
- Rubínové Vánoce, FT Records (1994) – K.Plíhal, E.Pospíšil, S.Janoušek, I.Bittová (live 15.12.1993)
- Zákon o zachování lásky (2012)

### Knihy
- Ze života muzikantského
- Akordy a jak na ně… 1440 kytarových akordů
- Na kytaru od začátku
- Hudební nauka 1, 2

#### Zpěvníky
- Písně Jaromíra Nohavici od A do Ž
- Písně Janka Ledeckého od A do Ž
- Písně Karla Kryla od A do Ž
- Písně Karla Plíhala od A do Ž
- Písně Wabiho Daňka od A do Ž
- Písně skupiny Fleret od A do Ž
- Evergreens I. – IV.

## Ocenění
- 1986 – autorská Porta za píseň Blues o hvězdě
- 1988 – autorská Porta za píseň Křídla a kopyta